# Infopost (Bundeswehr)
Die Infopost war eine Werbe- und Rekrutierungszeitschrift der deutschen Bundeswehr. Sie wurde erstmals 1977 herausgegeben. Dies fällt in die Zeit erleichterter Anforderungen für die Anerkennung als Kriegsdienstverweigerer. Ursprünglich enthielt sie den Titelzusatz „Nachrichten und Berichte aus der Bundeswehr für Schüler und Auszubildende“. Die letzte Ausgabe erschien Ende 2015. Inhaltlich fortgesetzt wird sie unter dem Titel „BE STRONG“.
Die Zeitschrift war kostenlos und wurde an männliche Jugendliche unverlangt versandt, da diese der Allgemeinen Wehrpflicht unterliegen (auch wenn deren Vollzug zurzeit ausgesetzt ist) und daher im Wege der Wehrerfassung von den Meldebehörden der Bundeswehr automatisch gemeldet werden.
Die Zeitschrift wurde in der Wissenschaft früh kritisiert, weil sie den Wehrdienst beschönige und Kinder und Jugendliche auf diese Weise verführe. Sie wurde auch in die Nähe rechtsextremistischer Tendenzen gerückt und mit Landserheften (im Sinne kriegsverherrlichender Trivialliteratur) verglichen.
Sie enthielt neben einem Preisausschreiben in jeder Ausgabe auch ein Poster in der Heftmitte mit Motiven aus dem Bundeswehralltag, von Fahrzeugen oder allgemeinen Ausbildungssituationen.